# Contro Venezia passatista
Contro Venezia passatista è uno dei manifesti redatti nell'àmbito del movimento futurista di Filippo Tommaso Marinetti il cui Manifesto del futurismo apparve il 20 febbraio 1909 sul quotidiano francese Le Figaro. Contro Venezia passatista è, in ordine cronologico, il quinto della lunga serie dei manifesti marinettiani: autori ne furono Marinetti stesso, Umberto Boccioni, Carlo Carrà e Luigi Russolo e venne composto il 27 aprile 1910. Il testo, dai toni chiaramente violenti e provocatori, richiama la forma e i contenuti tipici del movimento letterario del Futurismo, nuovo ideale di società moderna contrapposto al Passatismo di cui Venezia è considerata esempio e massima rappresentante.
Il testo del Manifesto è una violenta invettiva contro la decadenza passatista della città di Venezia, «estenuata e sfatta da voluttà secolari», «mercato di antiquari e falsificatori, calamita dello snobismo e dell'imbecillità universali, letto sfondato da carovane di amanti, semicupio ingemmato per cortigiane cosmopolite, cloaca massima del passatismo». A questa condizione i futuristi contrappongono la visione di una Venezia adatta al presente e proiettata nel futuro, una città moderna «industriale e militare che possa dominare il mare Adriatico, gran lago Italiano. Affrettiamoci a colmare i piccoli canali puzzolenti con le macerie dei vecchi palazzi crollanti e lebbrosi. Bruciamo le gondole, poltrone a dondolo per cretini, e innalziamo fino al cielo l'imponente geometria dei ponti metallici e degli opifici chiomati di fumo, per abolire le curve cascanti delle vecchie architetture». Il breve manifesto si conclude con la contrapposizione fra la moderna luce elettrica e il chiaro di Luna, da sempre disprezzato da Marinetti: «Venga finalmente il regno della divina Luce Elettrica, a liberare Venezia dal suo venale chiaro di luna da camera ammobiliata.»